# UGC 2885
UGC 2885 è una galassia a spirale situata nella costellazione di Perseo alla distanza di circa 310 milioni di anni luce dalla Terra.
È membro periferico del Superammasso di Perseo-Pesci.
La galassia ha una bassa luminosità superficiale. Le stelle presenti nel disco sono state strappate via gravitazionalmente da altre galassie. All'osservazione l'aspetto più rilevante è il gigantesco nucleo galattico, mentre i bracci di spirale sono talmente deboli che possono essere osservati solo dopo lunga esposizione nella banda dell'infrarosso.
L'interazione di UGC 2885 con le sue galassie compagne può aver causato la dispersione di stelle dal suo disco. Nell'arco di pochi milioni di anni l'interazione evolverà in modo simile a quanto osservabile nelle Galassie Topo (o NGC 4676) fino a formare una singola galassia gigante ellittica.
A causa del sovvertimento gravitazionale, le stelle sono estese ovunque lungo il suo disco. Pertanto il diametro della galassia è stimato in circa 832 000 anni luce, cosa che ne fa una delle più grandi galassie spirali conosciute. La sua massa è stimata in circa 2 bilioni di masse solari.
Il 17 gennaio 2002 è stata rilevata l'esplosione di una supernova di tipo II catalogata come SN 2002F.
Questa galassia è stata soprannominata galassia di Rubin, in onore dell'astronoma Vera Rubin, che osservò anche la UGC 2885 allo scopo di studiare la velocità di rotazione della galassie, ipotizzando così l'esistenza della materia oscura.

## Collegamenti esterni

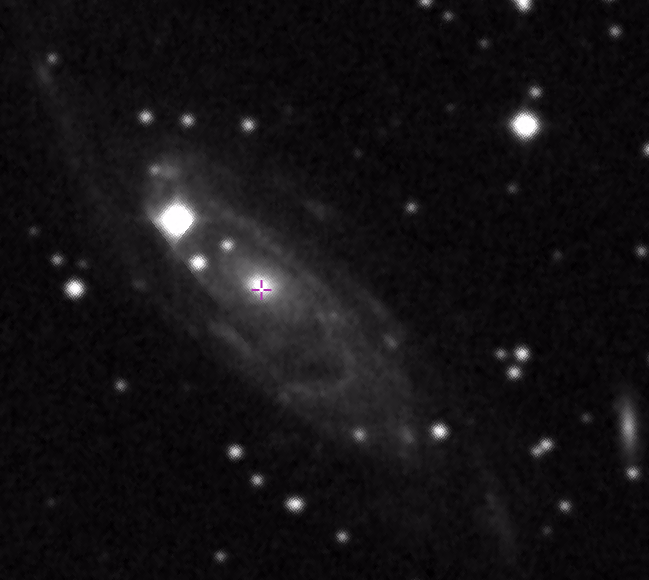
UGC 2885 (STScI/NASA)